# Décès en janvier 1999
Décès
- 1995
- 1996
- 1997
- 1998
- 1999
- 2000
- 2001
- 2002
- 2003

Pour une information complémentaire, voir la page d'aide.

| Date        | Nom                               | Activités                                                                         | Âge     | Source |
| ----------- | --------------------------------- | --------------------------------------------------------------------------------- | ------- | ------ |
| 1er janvier | Beba Zemborain                    | peintre argentine                                                                 | inconnu |        |
| 2 janvier   | Karl-Heinz Bringer                | Ingénieur allemand                                                                | 90      |        |
| 3 janvier   | Gorō Yamaguchi                    | musicien japonais                                                                 | 65      |        |
| 6 janvier   | Michel Petrucciani                | pianiste de jazz français                                                         | 36      |        |
| 7 janvier   | Nikolaï Parfionov                 | acteur soviétique                                                                 | 86      |        |
| 10 janvier  | Pierre Malvy                      | haut fonctionnaire et homme politique français                                    | 89      |        |
| 11 janvier  | Robert Douglas                    | acteur, réalisateur, producteur de télévision et metteur en scène anglais         | 89      |        |
| 13 janvier  | Karl Lieffen                      | acteur allemand                                                                   | 72      |        |
| 14 janvier  | Sarkis Garabedian                 | joueur et entraîneur de football français d'origine arménienne.                   | 92      |        |
| 14 janvier  | Gaétan Girouard                   | animateur de télévision et journaliste canadien                                   | 33      |        |
| 15 janvier  | John Bloom                        | acteur américain                                                                  | 54      |        |
| 15 janvier  | Maurice-Élie Sarthou              | peintre français                                                                  | 88      |        |
| 17 janvier  | Joseph Raumann                    | peintre hongrois                                                                  | 90      |        |
| 19 janvier  | Mario Gentili                     | coureur cycliste italien                                                          | 85      |        |
| 21 janvier  | Susan Strasberg                   | actrice américaine                                                                | 60      |        |
| 22 janvier  | Simone Guillebert                 | rameuse française                                                                 | 86      |        |
| 22 janvier  | Graciela Quan                     | avocate et militante guatémaltèque                                                | 88      |        |
| 24 janvier  | Roger Rondeaux                    | coureur cycliste français                                                         | 78      |        |
| 25 janvier  | Geneviève Gavrel                  | peintre française                                                                 | 90      |        |
| 26 janvier  | Claude Bez                        | dirigeant français de club de football                                            | 58      |        |
| 28 janvier  | Roger Le Nizerhy                  | coureur cycliste français                                                         | 82      |        |
| 28 janvier  | Rouiched                          | acteur algerien                                                                   | 77      |        |
| 28 janvier  | František Vláčil                  | réalisateur, scénariste, peintre et artiste graphique tchécoslovaque puis tchèque | 74      |        |
| 29 janvier  | Raymonde Viguier dite Notti-Pagès | mezzo-soprano française à l'Opéra et l'Opéra-Comique                              | 85      |        |
| 30 janvier  | Pierre Simon                      | illustrateur, peintre et dessinateur français                                     | 91      |        |